# خود کمی

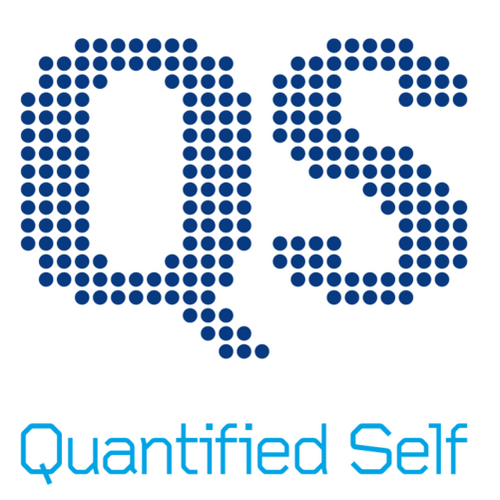
خود کمی (به انگلیسی: Quantified self) به پدیده فرهنگی خود ردیابی با فناوری اشاره دارد و به جامعه ای از کاربران و سازندگان ابزارهای خود ردیابی که علاقه مشترکی به «خودشناسی از طریق اعداد» دارند.

خود کمی (به انگلیسی: Quantified self) به پدیده فرهنگی خود ردیابی با فناوری اشاره دارد و به جامعه ای از کاربران و سازندگان ابزارهای خود ردیابی که علاقه مشترکی به «خودشناسی از طریق اعداد» دارند. شیوه‌های خود کمی‌سازی‌شده با تمرین تداوم حیات و سایر گرایش‌هایی که فناوری و کسب داده‌ها را در زندگی روزمره ترکیب می‌کنند، اغلب با هدف بهبود عملکرد فیزیکی، ذهنی و احساسی همپوشانی دارند. استفاده گسترده در سال‌های اخیر از ردیاب‌های تناسب اندام و ردیاب‌های خواب مانند فیت‌بیت یا اپل واچ، همراه با افزایش حضور اینترنت اشیاء در مراقبت‌های بهداشتی و تجهیزات ورزشی، ردیابی خود را برای جمعیت بزرگ‌تری در دسترس قرار داده‌است.
اصطلاحات دیگر برای استفاده از داده‌های خود ردیابی برای بهبود عملکرد روزانه عبارتند از: تجزیه و تحلیل خودکار، هک بدن، تعیین کمیت، نظارت بر خود، نظارت (ضبط فعالیت شخصی) و انفورماتیک شخصی.